# Brđani (Resetár)
Brđani (1910-től 1991-ig Brđani Rešetarski) falu Horvátországban, Bród-Szávamente megyében. Közigazgatásilag Resetárhoz tartozik.

## Fekvése
Bródtól légvonalban 43, közúton 49 km-re északnyugatra, Pozsegától   légvonalban 17, közúton 35 km-re délnyugatra, községközpontjától 4 km-re keletre, Nyugat-Szlavóniában, a Pozsegai-hegység déli lejtői alatt, az Újgradiskát Bróddal összekötő főúttól északra fekszik.

## Története
A település valószínűleg a 18. század közepén keletkezett. Neve magyarul hegyen lakókat jelent, ami kétségtelenné teszi, hogy a falu eredetileg nem a mai helyén, hanem északabbra, a hegyek között feküdt és lakói csak később települtek le az Újgradiskát Bróddal összekötő főút közelébe. Az első írásos feljegyzés 1760-ból származik a településről, amikor már 12 ház állt itt 19 családdal és 106 lakossal. 1769-ben 15 házában, 28 családban 129 lakos élt itt. 
 Az első katonai felmérés térképén „Berdiane” néven található. A gradiskai ezredhez tartozott. Lipszky János 1808-ban Budán kiadott repertóriumában „Berdyani” néven szerepel.  Nagy Lajos 1829-ben kiadott művében „Berdanye” néven 57 házzal, 296 katolikus vallású lakossal találjuk.  A katonai közigazgatás megszüntetése után 1871-ben Pozsega vármegyéhez csatolták. 1857-ben 194, 1910-ben 491 lakosa volt. Az 1910-es népszámlálás szerint lakosságának 89%-a horvát, 11%-a szerb anyanyelvű volt. Pozsega vármegye Újgradiskai járásának része volt. Az első világháború után 1918-ban az új szerb-horvát-szlovén állam, majd később (1929-ben) Jugoszlávia része lett. A település 1991-től a független Horvátországhoz tartozik. 1991-ben lakosságának 94%-a horvát, 4%-a szerb nemzetiségű volt. 1993-ban megalakult az önálló Resetár község, melynek része lett. 2011-ben a településnek 252 lakosa volt. 

## Lakossága
| Lakosság változása | Lakosság változása | Lakosság változása | Lakosság változása | Lakosság változása | Lakosság változása | Lakosság változása | Lakosság változása | Lakosság változása | Lakosság változása | Lakosság változása | Lakosság változása | Lakosság változása | Lakosság változása | Lakosság változása | Lakosság változása |
| ------------------ | ------------------ | ------------------ | ------------------ | ------------------ | ------------------ | ------------------ | ------------------ | ------------------ | ------------------ | ------------------ | ------------------ | ------------------ | ------------------ | ------------------ | ------------------ |
| 1857               | 1869               | 1880               | 1890               | 1900               | 1910               | 1921               | 1931               | 1948               | 1953               | 1961               | 1971               | 1981               | 1991               | 2001               | 2011               |
| 194                | 230                | 220                | 279                | 369                | 491                | 489                | 536                | 540                | 538                | 460                | 455                | 384                | 351                | 298                | 252                |

## Nevezetességei
Szent Rókus tiszteletére szentelt római katolikus kápolnája a szapolyai plébánia filiája.

## Sport
NK Mladost Brđani labdarúgóklub.